# Vojteh Ullrich
Vojteh Ullrich, slovenski pesnik, * 30. april 1862, Javornik, Kranj, † 6. julij 1881, Kranj.

## Življenje in delo
Ullrich Vojteh (Albert, Franc), sin H. Ullricha umrl za jetiko v Kranju, je po ljudski šoli in nižji gimnaziji v Kranju (1872-1876) obiskoval višjo gimnazijo v Ljubljani (1876–1878). Po končani gimnaziji je vpisal jezikoslovje na univerzi v Gradcu, kamor pa zaradi bolezni ni več mogel.
Ullrichovo zanimanje za književnost je izpričano že v 4. razredu nižje gimnazije, ko je stopil v zvezo s Stritarjem. V Ljubljanskem zvonu (1881) je objavil 4 pesmi: Zadnja želja; Nova ljubezen, nove bolesti; Tiha ljubezen; Srcu, ki kažejo lep ustvarjalni dar. O bolezni je napisal pesem tudi v srbohrvaščini: Vienac (1881). V rokopisu je zapustil več zvezkov pesmi in tragedijo Svetoje. Po sinovi smrti je mati hotela pesmi izdati, vendar namere ni uresničila. 